# 长萼棠叶悬钩子
长萼棠叶悬钩子（学名：Rubus malifolius var. longisepalus）为蔷薇科悬钩子属下的一个变种。

## 扩展阅读
- 維基物種上的相關：长萼棠叶悬钩子